# Фігурне катання на літніх Олімпійських іграх 1920
Удруге фігурне катання ввійшло в програму аж на Літніх Олімпійських іграх 1920. Змагання проходили в трьох дисциплінах (чоловіче та жіноче одиночне катання та в парах) у Палаці де Глез в Антверпені.
Змагання проходили з неділі 25-го по вівторок 27 квітня 1920 року, хоча основні змагання пройшли аж в серпні.

## Календар
| • | Основна програма | • | Фінальні змагання |

| квітень                   | 25 Нд | 26 Пн | 27 Вт |
| ------------------------- | ----- | ----- | ----- |
| чоловіче одиночне катання | •     | •     | •     |
| жіноче одиночне катання   | •     |       |       |
| парне катання             |       | •     |       |

## Країни-учасниці
У змагання брало участь 26 фігуристів (14 чоловіків та 12 жінок) з 8 країн (8/7).
- Бельгія (2: чоловіків — 1; жінок — 1)
- Фінляндія (3: чоловіків — 2; жінок — 1)
- Франція (2: чоловіків — 1; жінок — 1)
- Велика Британія (6: чоловіків — 3; жінок — 3)
- Норвегія (6: чоловіків — 3; жінок — 3)
- Швеція (4: чоловіків — 2; жінок — 2)
- Швейцарія (1: чоловіків — 1; жінок — 0)
- США (2: чоловіків — 1; жінок — 1)

## Медальний залік

### Таблиця
| Місце | Країна          | Золото | Срібло | Бронза | Загалом |
| ----- | --------------- | ------ | ------ | ------ | ------- |
| 1     | Швеція          | 2      | 1      | 0      | 3       |
| 2     | Фінляндія       | 1      | 0      | 0      | 1       |
| 3     | Норвегія        | 0      | 2      | 1      | 3       |
| 4     | Велика Британія | 0      | 0      | 1      | 1       |
| 4     | США             | 0      | 0      | 1      | 1       |

### Медалісти
| Дисципліна                | Золото                                                 | Срібло                                | Бронза                                           |
| ------------------------- | ------------------------------------------------------ | ------------------------------------- | ------------------------------------------------ |
| чоловіче одиночне катання | Гілліс Графстрем · Швеція                              | Андреас Крог · Норвегія               | Мартін Стіксруд · Норвегія                       |
| жіноче одиночне катання   | Магда Юлін · Швеція                                    | Свеа Нурен · Швеція                   | Тереза Вельд · США                               |
| парне катання             | Людовіка Якобссон-Ейлерс · Волтер Якобссон · Фінляндія | Алексія Брін · Інгвар Брін · Норвегія | Філліс Джонсон · Безіл Вільямс · Велика Британія |